# Liane Tooth
Liane Marianne Tooth (Sydney, 13 maart 1962) is een Australisch hockeyster.
Tooth werd in 1988 en 1996 olympisch kampioen.
Tijdens de Olympische Zomerspelen 2000 was Tooth een van de acht dragers van de Olympische vlag.

## Erelijst
- 1984 – 4e Olympische Spelen in Los Angeles
- 1986 - 6e Wereldkampioenschap hockey[1] in Amstelveen
- 1987 -  Champions Trophy Amstelveen
- 1988 –  Olympische Spelen in Seoel
- 1990 –  Wereldkampioenschap in Sydney
- 1991 -  Champions Trophy Berlijn
- 1992 – 5e Olympische Spelen in Barcelona
- 1993 -  Champions Trophy Amstelveen
- 1996 –  Olympische Spelen in Atlanta